# Hillsboro (Missouri)
Pour les articles homonymes, voir Hillsboro.
Hillsboro est une ville du Missouri, dans le Comté de Jefferson aux États-Unis. Lors du recensement de 2010, sa population s’élevait à 2 821 habitants.